# Que Sera Sera
Que Sera Sera je páté sólové studiové album amerického zpěváka Johnnyho Thunderse, vydané v roce 1985 u vydavatelství Jungle Records. Převážná část alba byla nahrána v srpnu 1985, mimo písně „Blame It on Mom“, která byla nahrána v březnu 1985 a „Tie Me Up“, která byla nahrána v srpnu 1984. Producentem alba byl sám Johnny Thunders a píseň „Tie Me Up“ produkovala Patti Palladin. Instrumentální píseň „Billy Boy“ je věnována památce Thundersovu bývalému spoluhráči ze skupiny New York Dolls, bubeníkovi Billymu Murciovi.
V roce 2019 vyšlo album v reedici v rámci Record Store Day. Roku 2020 vyjde další reedice s řadou bonusů, včetně koncertních nahrávek a nevydaných písní.

## Seznam skladeb
| Pořadí | Název                          | Autor                           | Délka |
| ------ | ------------------------------ | ------------------------------- | ----- |
| 1.     | Short Lives                    | Johnny Thunders, Patti Palladin | 3:09  |
| 2.     | M.I.A.                         | Thunders                        | 2:47  |
| 3.     | I Only Wrote This Song for You | Thunders                        | 2:32  |
| 4.     | Little Bit of Whore            | Thunders                        | 2:27  |
| 5.     | Cool Operator                  | Thunders, Keith George Yon      | 6:18  |
| 6.     | Blame It on Mom                | Thunders                        | 3:42  |
| 7.     | Tie Me Up                      | Thunders, Palladin              | 3:11  |
| 8.     | Alone in a Crowd               | Thunders                        | 6:15  |
| 9.     | Billy Boy                      | Thunders                        | 3:00  |
| 10.    | Endless Party                  | Thunders                        | 2:41  |

## Obsazení
- Johnny Thunders – zpěv, kytara
- Keith George Yon – baskytara
- Billy Rath – baskytara
- Tony St. Helene – bicí
- Jerry Nolan – bicí
- Wilko Johnson – kytara
- Michael Monroe – saxofon, harmonika
- John Perry – kytara, klávesy, doprovodné vokály
- Patti Palladin – zpěv
- Nasty Suicide – kytara
- Stiv Bators – doprovodné vokály
- Dave Tregunna – doprovodné vokály
- Pedro Ortiz – perkuse
- J. C. Carroll – mandolína, akordeon
- Henri-Paul – kytara
- John „Irish“ Earle – saxofon
- Judd Lander – ústní varhánky
- St. Theresa School Choir – vokály